# Groeningemonument

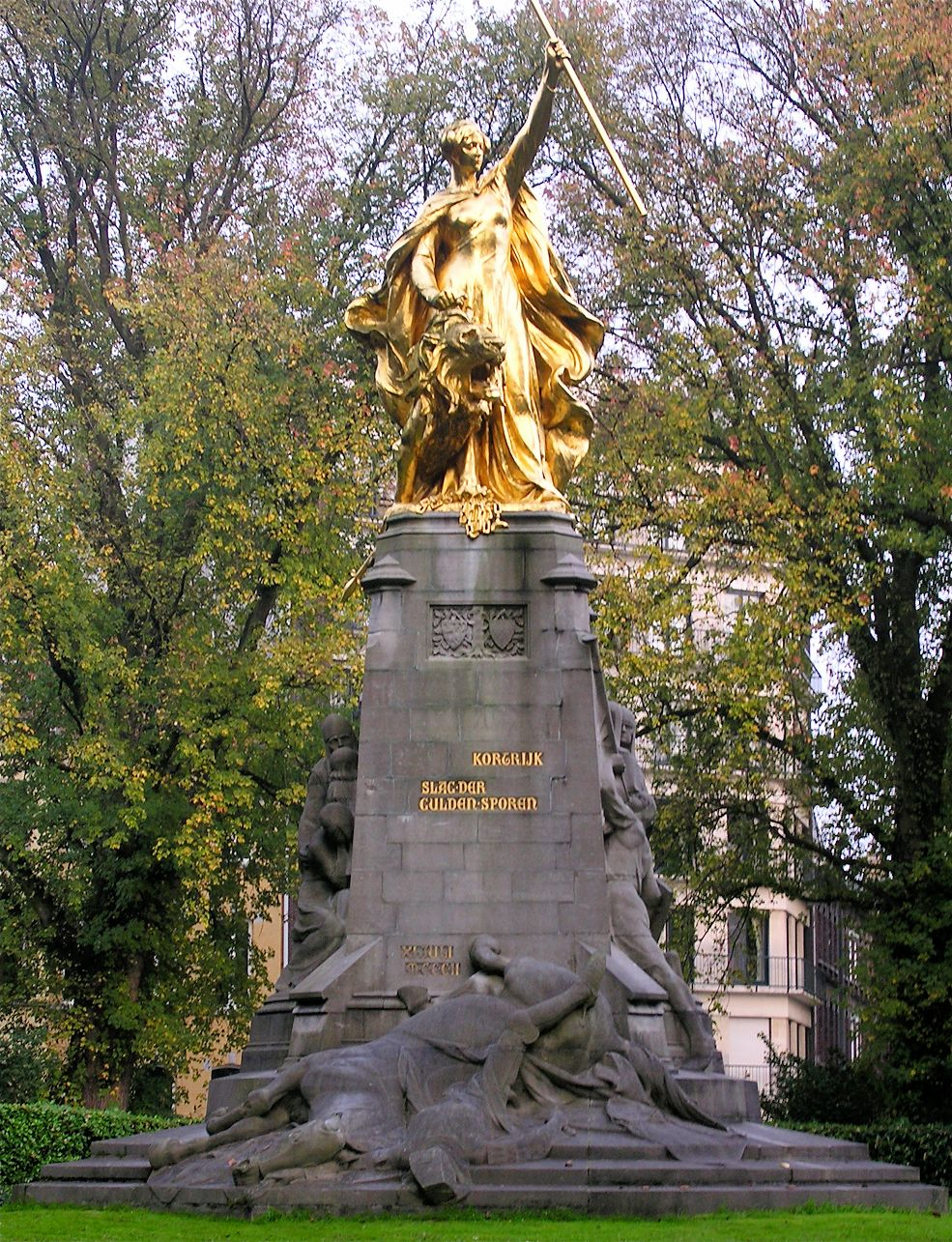
Het Groeningemonument

Het Groeningemonument is een herdenkingsmonument in de Belgische stad Kortrijk. Het vergulde beeldhouwwerk werd opgericht naar aanleiding van de 600ste verjaardag van de Guldensporenslag en bevindt zich in het Groeningepark waar in de middeleeuwen het Groeningeveld lag. Het Groeningepark kan men betreden via de Groeningepoort, een triomfboog die eveneens de overwinning tijdens de Guldensporenslag herdenkt. 
Het Groeningemonument is van de hand van de beeldhouwer Godefroid Devreese. Het zou oorspronkelijk in 1902 ingehuldigd worden maar het was pas vier jaar later klaar en werd op 5 augustus 1906 plechtig onthuld. Het vergulde beeld stelt de Maagd van Vlaanderen voor die met haar ene hand een speer in de richting van het overwonnen Frankrijk houdt, en met haar andere hand de fiere Vlaamse leeuw, die de boeien verbroken heeft, vasthoudt. Onderaan het monument zien we Robert II van Artois, kleinzoon van de Franse koning Lodewijk en landvoogd van Vlaanderen, die dood onder zijn paard ligt. 